# روزگارشان را سیاه کن، مالون
روزگارشان را سیاه کن، مالون (انگلیسی: Give 'Em Hell, Malone) یک فیلم اکشن نئو-نوآر به کارگردانی راسل مالکهی است که در سال ۲۰۰۹ منتشر شد.

## گزیدهٔ بازیگران
- توماس جین
- وینگ ریمز
- اِلسا پاتاکی
- فرنچ استوارت
- لیلند ارسر
- کریس ین
- ویلیام آبادی
- گرگوری هریسون
- داگ هاچیسن